# Молодіжний чемпіонат Європи з футболу 1980
Чемпіонат Європи з футболу 1980 серед молодіжних команд — міжнародний футбольний турнір під егідою УЄФА серед молодіжних збірних команд країн зони УЄФА. Переможцем турніру стала молодіжна збірна команда СРСР, яка у фінальній серії з двох матчів переграла молодіжну збірну НДР.

## Кваліфікація
Кваліфікаційний турнір відбувся з 24 травня 1978 року по 23 січня 1980.

### Група 1
|   |          | І | В | Н | П | МЗ | МП | О |
| - | -------- | - | - | - | - | -- | -- | - |
| 1 | Англія   | 4 | 4 | 0 | 0 | 11 | 2  | 8 |
| 2 | Данія    | 4 | 1 | 0 | 3 | 3  | 4  | 2 |
| 3 | Болгарія | 4 | 1 | 0 | 3 | 2  | 10 | 2 |

| - Данія 1-2 Англія - Данія 2-0 Болгарія - Болгарія 1-3 Англія | - Англія 1-0 Данія - Болгарія 1-0 Данія - Англія 5-0 Болгарія |

### Група 2
|   |            | І | В | Н | П | МЗ | МП | О |
| - | ---------- | - | - | - | - | -- | -- | - |
| 1 | Шотландія  | 5 | 3 | 2 | 0 | 13 | 5  | 8 |
| 2 | Бельгія    | 6 | 2 | 3 | 1 | 8  | 4  | 7 |
| 3 | Норвегія   | 6 | 1 | 3 | 2 | 5  | 12 | 5 |
| 4 | Португалія | 5 | 0 | 2 | 3 | 2  | 7  | 2 |

| - Бельгія 4-0 Норвегія - Португалія 0-0 Бельгія - Шотландія 5-1 Норвегія - Португалія 0-3 Шотландія - Норвегія 0-0 Португалія - Норвегія 2-2 Шотландія | - Норвегія 0-0 Бельгія - Бельгія 2-1 Португалія - Португалія 1-2 Норвегія - Бельгія 0-1 Шотландія - Шотландія 2-2 Бельгія - Шотландія - Португалія (не грали) |

### Група 3
|   |           | І | В | Н | П | МЗ | МП | О |
| - | --------- | - | - | - | - | -- | -- | - |
| 1 | Югославія | 4 | 2 | 2 | 0 | 4  | 2  | 6 |
| 2 | Іспанія   | 4 | 1 | 2 | 1 | 4  | 2  | 4 |
| 3 | Кіпр      | 4 | 0 | 2 | 2 | 1  | 5  | 2 |

| - Іспанія 0-1 Югославія - Кіпр 0-0 Іспанія - Югославія 1-0 Кіпр | - Югославія 1-1 Іспанія - Кіпр 1-1 Югославія - Іспанія 3-0 Кіпр |

### Група 4
|   |            | І | В | Н | П | МЗ | МП | О |
| - | ---------- | - | - | - | - | -- | -- | - |
| 1 | НДР        | 4 | 2 | 2 | 0 | 8  | 3  | 6 |
| 2 | Польща     | 4 | 2 | 1 | 1 | 7  | 8  | 5 |
| 3 | Нідерланди | 4 | 0 | 1 | 3 | 4  | 8  | 1 |

| - НДР 2-0 Нідерланди - Польща 1-1 НДР - Нідерланди 2-3 Польща | - НДР 4-1 Польща - Польща 2-1 Нідерланди - Нідерланди 1-1 НДР |

### Група 5
|   |                | І | В | Н | П | МЗ | МП | О |
| - | -------------- | - | - | - | - | -- | -- | - |
| 1 | Чехословаччина | 4 | 3 | 0 | 1 | 3  | 1  | 6 |
| 2 | Франція        | 4 | 2 | 1 | 1 | 3  | 2  | 5 |
| 3 | Швеція         | 4 | 0 | 1 | 3 | 1  | 4  | 1 |

| - Франція 2-1 Швеція - Швеція 0-1 Чехословаччина - Чехословаччина 1-0 Франція | - Швеція 0-0 Франція - Чехословаччина 1-0 Швеція - Франція 1-0 Чехословаччина |

### Група 6
|   |           | І | В | Н | П | МЗ | МП | О |
| - | --------- | - | - | - | - | -- | -- | - |
| 1 | СРСР      | 4 | 3 | 1 | 0 | 8  | 2  | 7 |
| 2 | Греція    | 4 | 2 | 0 | 2 | 5  | 6  | 4 |
| 3 | Фінляндія | 4 | 0 | 1 | 3 | 2  | 7  | 1 |

| - Фінляндія 0-1 Греція - Греція 0-3 СРСР - Греція 3-1 Фінляндія | - Фінляндія 0-2 СРСР - СРСР 2-1 Греція - СРСР 1-1 Фінляндія |

### Група 7
|   |           | І | В | Н | П | МЗ | МП | О |
| - | --------- | - | - | - | - | -- | -- | - |
| 1 | Угорщина  | 4 | 3 | 0 | 1 | 9  | 4  | 6 |
| 2 | Румунія   | 4 | 2 | 0 | 2 | 7  | 3  | 4 |
| 3 | Туреччина | 4 | 1 | 0 | 3 | 2  | 11 | 0 |

| - Туреччина 2-3* Угорщина - Угорщина 1-0 Румунія - Румунія 2-1* Туреччина | - Туреччина 2-0 Румунія - Угорщина 5-0 Туреччина - Румунія 4-0 Угорщина |

(* В обох матчах збірній Туреччині зараховано поразки 3:0)

### Група 8
|   |            | І | В | Н | П | МЗ | МП | О |
| - | ---------- | - | - | - | - | -- | -- | - |
| 1 | Італія     | 4 | 3 | 1 | 0 | 5  | 0  | 7 |
| 2 | Швейцарія  | 4 | 2 | 1 | 1 | 8  | 2  | 5 |
| 3 | Люксембург | 4 | 0 | 0 | 4 | 1  | 12 | 0 |

| - Люксембург 0-3 Швейцарія - Швейцарія 0-0 Італія - Швейцарія 5-1 Люксембург | - Італія 1-0 Швейцарія - Люксембург 0-3 Італія - Італія 1-0 Люксембург |

## Фінальний раунд

### Чвертьфінали
Матчі пройшли 12 лютого, 26 березня та 2 квітня, матчі-відповіді 4 березня, 4 та 9 квітня 1980. 
| Команда 1      | Заг.  | Команда 2 | 1-й матч | 2-й матч |
| -------------- | ----- | --------- | -------- | -------- |
| Англія         | 2 - 1 | Шотландія | 2 - 1    | 0 - 0    |
| Угорщина       | 2 - 3 | НДР       | 2 - 0    | 0 - 3    |
| СРСР           | 3 - 1 | Італія    | 3 - 1    | 0 - 0    |
| Чехословаччина | 2 - 3 | Югославія | 1 - 1    | 1 - 2    |

### Півфінали
Матчі пройшли 16 та 26 квітня, матчі-відповіді 23 та 30 квітня 1980.
| Команда 1 | Заг.  | Команда 2 | 1-й матч | 2-й матч |
| --------- | ----- | --------- | -------- | -------- |
| Англія    | 1 - 3 | НДР       | 1 - 2    | 0 - 1    |
| СРСР      | 4 - 0 | Югославія | 3 - 0    | 1 - 0    |

### Фінал
Матчі пройшли 7 та 21 травня 1980.
| Команда 1 | Заг.  | Команда 2 | 1-й матч | 2-й матч |
| --------- | ----- | --------- | -------- | -------- |
| НДР       | 0 - 1 | СРСР      | 0 - 0    | 0 - 1    |

| Чемпіон Європи серед молодіжних команд 1980 |
| ------------------------------------------- |
| СРСР 1-й титул                              |